# 永田久光
永田 久光（ながた ひさみつ、1921年4月14日 - 1975年5月17日）は、日本の広告研究者、評論家。

## 来歴
山梨県塩山市郊外に生まれる。山梨県立日川中学校、多摩美術大学卒業。台糖株式会社宣伝課長、日本経済新聞社『日経広告手帖』編集長、中部日本放送「CBCレポート」編集長、「週刊明星」創刊にかかわり、市場調査機関・永田オペレーション・センターを設立、のち電通PRセンターとし、初代社長となる。1970年株式会社ジャパーク（JPRC）を創立。評論家として著書多数を著した。

## 戦略十訓
1960年代、永田が電通PR（現電通パブリックリレーションズ）社長時代提唱したとされる。
1. もっと使わせろ
2. 捨てさせろ
3. 無駄遣いさせろ
4. 季節を忘れさせろ
5. 贈り物をさせろ
6. 組み合わせ（コンビナート）で買わせろ
7. きっかけを投じろ
8. 流行遅れにさせろ
9. 気安く買わせろ
10. 混乱をつくり出せ

## 著書
- 下から読む新聞 広告記者の生活日記 正続 学風書院 1954
- 100パーセントきく広告のはなし（編）学風書院 1955（面白く読める実用新書 ; 第4）
- サラリーマンの絵日記 学風書院 1955
- 出世 友よこの道で行こう 光文社 1956（カッパブックス）
- 日本の郷土玩具 東京創元社 1956
- 成功読本 人間商品の販売術 東西文明社 1956
- 恐るべき広告 虎書房 1957
- 第四期時代 現代日本の表情 虎書房 1957
- 祭 東京創元社 1957
- まつり歳時記 民族の郷愁 北辰堂 1957
- ビジネス・マン ビジネス・ガールの153章 学風書院 1958
- 郷土玩具 お国めぐり ダヴィッド社 1958
- これが広告だ 100パーセントきく広告のはなし 学風書院 1958（これは役に立つ ; 第3）
- プロデュース からだ一つで成功できる 知性社 1958
- ビジネス話術 実業之日本社 1958
- 生甲斐あるサラリーマン 学風書院 1958
- つとめ人新処世術 鶴書房 1959
- ビジネス心理学入門 成功する頭脳開発 実業之日本社 1959
- 現代の広告 消費を創り出す技術 ダイヤモンド社 1960
- 広告革命 東洋経済新報社 1960
- 自分の力を引き出す法 青春出版社 1960（青春新書）
- 学歴なしの成功法 青春出版社 1961（青春新書）
- 広告にっぽん 中央公論社 1961
- 女にもてない本 青春出版社 1961
- 作戦要務令 ビジネスからデートまで 読売新聞社 1963（サラリーマン・ブックス）
- ビジネスマンへの提言 成功と人生への指針（編）大和書房 1963
- ビジネスマン女性交際術 くどきかたくどかれかた 大和書房 1963（実用新書）
- PR戦略 東洋経済新報社 1963
- 若い女性のために 新しい生き方考え方（編）大和書房 1964
- 四十七社の実態報告 若い記者たちがのぞいた企業レポート（編）オリオン社 1964
- 遅刻結構欠勤よし ビジネスマンシップの転換 日本事務能率協会 1965
- PR革命 東洋経済新報社 1968
- 企業のかくれた推進者 パブリシティ戦略の成功法 誠文堂新光社 1968（ブレーンブックス）
- 情報化時代に売る戦略 誠文堂新光社 1969（ブレーンブックス）
- 赤旗戦略 なにが共産党を急伸させたか 講談社 1973
- 共産党戦略 次の目標と行動 講談社 1974
- 党員戦略 革命に生きる人間群像 講談社 1975
- 目立てば勝つ! キミを売り込む宣伝術 106 講談社 1975

## 翻訳
- 経営者にとってPRとは何か J.F.バッド ダイヤモンド社 1970